# Aliment thérapeutique prêt à l'emploi
Les aliments thérapeutiques prêts à l’emploi (ATPE) (ou en anglais : Ready-to-Use Therapeutic Food, RUTF) sont destinés aux jeunes enfants atteints de malnutrition sévère aiguë.
Bien qu’il en existe plusieurs marques, les RUTF sont tous composés des mêmes ingrédients de base : de la pâte d’arachide, des micro-nutriments, de la graisse végétale et des vitamines. Ils se présentent sous la forme d’une pâte un peu molle sucrée facile à consommer. La prise de ce traitement ne nécessite aucune assistance médicale et limite le recours à l’hospitalisation : c’est souvent le parent qui administre le produit, et l’enfant lui-même peut se soigner de façon autonome.
Il n’est pas nécessaire d’y ajouter de l’eau, contrairement aux classiques laits en poudre enrichis. Les risques sanitaires paraissent  extrêmement limités mais sont illusoires car l'enfant devra de toute façon boire après avoir sucé ces pâtes. Les ATPE sont habituellement conditionnés en sachets de 92g totalisant 500 kilocalories. Ces sachets se conservent 2 ans fermés et n’ont pas besoin d’être réfrigérés. La plupart du temps, le produit est consommé à même l’emballage. 

## Historique
Le premier ATPE a été créé par l’entreprise française Nutriset en 1996. Nommé Plumpy-Nut, ce produit a révolutionné la prise en charge des crises alimentaires touchant des pays d’Afrique, d’Amérique latine et d’Asie. À partir des années 2000, d’autres entreprises ont lancé leur propre ATPE, à l’instar de Vitaset, Challenge Dairy, Tabatchnick Fine Foods, Compact, MANA… Tous ces aliments sont destinés à venir en aide aux enfants atteints de malnutrition aiguë sévère. Du fait qu’elles ne contiennent presque pas d’eau et qu’elles n’ont pas besoin d’être mélangées à autre chose (d’où “prêts à l’emploi”), ces préparations limitent au maximum les risques sanitaires. Aussi, l’hospitalisation des enfants malnutris n’est pas toujours nécessaire, ce qui était auparavant inenvisageable avec les laits nutritifs ; on s’est peu à peu acheminé vers “une prise en charge communautaire” de la malnutrition, à savoir l’administration des soins à domicile. 
Ces entreprises sont notamment en partenariat avec des ONG et des fondations qui se chargent d’approvisionner les populations dans le besoin. Ces organismes ont permis la diffusion des ATPE au plus grand nombre, ainsi que l’installation d’usines de production locales. Désormais, des entreprises comme Diva Nutritional Products (Afrique du Sud) ou encore des franchises des leaders du secteur comme Vitaset (République Dominicaine) fabriquent des ATPE pour répondre à une demande locale. 

## Quelques données
Selon les estimations de l’Unicef, 26 millions d’enfants souffrent de malnutrition à travers le monde. Dans le cadre de son intervention au sein des pays concernés, l’organisation se fournit aussi bien auprès de grandes entreprises au rayonnement international qu’auprès de petits producteurs locaux. Ainsi en 2010, sur un total de 14 fournisseurs, 7 étaient de grands exportateurs, tandis que 7 autres étaient implantés au plus près de la demande ; 24 % des besoins de l’Unicef cette année-là ont été couverts par la production locale, mais souvent à partir de produits étrangers.
C’est sur le continent africain qu’on consomme le plus d’ATPE, bien que l’approvisionnement ne réponde qu’à 23 % de la demande. Au cours des prochaines années, on prévoit la plus forte hausse des demandes en ATPE sur le continent asiatique.
Toujours d’après l’Unicef, en 2010, le prix d’une tonne d’aliments produits localement se situait entre 4250 et 4500 dollars, ce qui équivaut à un prix au carton (150 sachets par carton) de 60 dollars, et donc un prix au sachet de 40 centimes environ. Pour des aliments importés, le prix d’une tonne revient entre 3500 et 3750 dollars, ce qui représente à un prix au carton de 50 dollars et donc un prix au sachet de 30 centimes environ.
Selon les informations de Nutriset, pour un enfant de 7 kilogrammes souffrant de malnutrition aiguë sévère, le traitement durera en moyenne de 6 à 10 semaines. Un carton de 13,8 kg d’ATPE sera nécessaire pour sa complète réhabilitation, en comptant 200 kcal/kg/jour, soit environ 2,8 sachets par jour.